# Terrance Simien
Terrance Simien (Mallet, 3 september 1965) is een Amerikaanse singer-songwriter en zydecomuzikant.

## Biografie
Simien is een Creool van de achtste generatie van een van de vroegste Creoolse families, die zich vestigden in de regio Mallet van St. Landry Parish. Hij maakte kennis met de muziek door de huispiano, het katholieke kerkkoor en in schoolband-programma's, waar hij trompet speelde.
Tijdens zijn tienertijd leerde hij zichzelf accordeon spelen, formeerde hij zijn eerste band Terrance Simien & The Mallet Playboys en begon hij te spelen bij het plaatselijke zydecoclub- en churchhall-circuit. Begin jaren 1980 was Simien op 20-jarige leeftijd een van de twee (Sam Brothers was de andere) in opkomst zijnde zydeco-artiesten die een band leidden en optraden met hun inlandse zydeco rootsmuziek. Dit was een hoofdperiode in de geschiedenis van de zydecomuziek sinds de pioniers van het genre ouder werden en de muziek bedreigd werd zonder de essentiële aanwezigheid van opkomende artiesten die de traditie konden voortzetten. In 1991 kwam zijn debuutalbum uit.
Simien en zijn band toerden internationaal, presenteerden meer dan 8500 liveoptredens in meer dan 45 landen en brachten tientallen soloplaten en compilaties uit. Hij deelde de studio en podia met Paul Simon, Dr. John, The Meters, Marcia Ball, Dave Matthews, Stevie Wonder, Robert Palmer en de rootsrockers Los Lobos.
Simien was te zien op het scherm en werkte mee aan de soundtracks van meerdere films, tv-films en reclamespots. Hij verscheen op de soundtrack van de Walt Disney-film The Princess and the Frog gemaakt in het French Quarter van New Orleans met onvervalste Louisiana-muziek van Randy Newman. Hij werkte ook mee aan de soundtrack van films als The Big Easy, Exit To Eden en A Murder Of Crows.
Simien en zijn zakenpartner/vrouw Cynthia zijn actief in Creools muziekonderwijs en voorspraak. Ze schiepen het dramatische kunstprogramma Creole for Kidz & The History of Zydeco, dat voorziet in informatieve oefeningen voor K-12-studenten, onderwijzers en ouders. Sinds het werd opgericht in 2001, heeft Creole for Kidz bijna 500.00 studenten, ouders en onderwijzers bereikt in meer dan 20 landen, waaronder Mali, de Dominicaanse Republiek, Brazilië, Paraguay, Canada en Australia. De Simiens begrepen de noodzaak van begeleiding van opkomende artiesten en richtten MusicMatters, Inc. op, een niet-commerciële organisatie voor ontwikkeling en voorspraak.
In 2007 hielpen de Simiens de nieuwe Grammy kiescategorie 'Best Zydeco or Cajun Music Album' op te stellen. Zijn band Terrance Simien and the Zydeco Experience was het eerste ensemble dat de Grammy Award won in deze categorie in 2008.
Hij wordt beschouwd als een van de meest begaafde zangers, boeiende vertolkers en grensverleggende artiesten in de Amerikaanse rootsmuziek.
- Bibliothèque nationale de France: cb140467614 (data)
- International Standard Name Identifier: 0000 0000 5516 0117
- Library of Congress Control Number: no00024686
- MusicBrainz: 8a822657-6b60-46c0-89c3-2ba23a0c33b1
- Virtual International Authority File: 12507552
- WorldCat: E39PBJmDf6WmyPvmhXh63ycwYP